# Microsporum

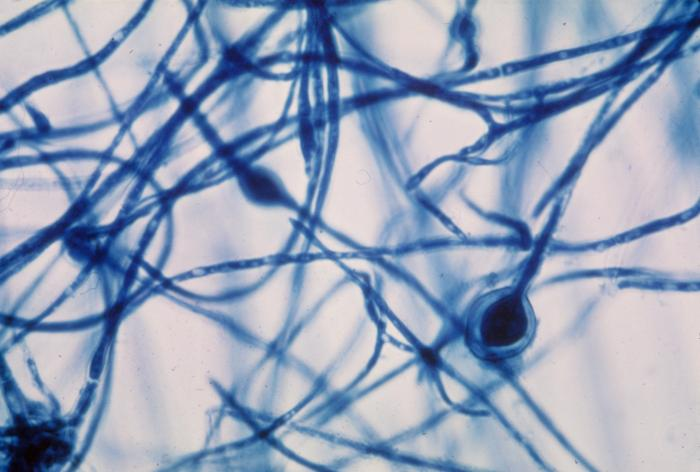
Clamidospore di M. audouinii

Il Microsporum è un genere di funghi dermatofiti, parassiti degli animali e dell'uomo, che aderiscono alle cellule epiteliali (pelle, capelli, peli, unghie) causando le diverse forma di tigna.
Questo genere è lo stadio asessuale, mentre la fase teleomorfica ricade nel genere Arthroderma.
Fu descritto nel 1843 da Gruby come agente patogeno della microsporia umana. 
L'autore illustrò la specie osservata che chiamò M. audouinii, che ancora oggi rimane quella tipo del genere.

## Microscopia
Le specie appartenenti al genere Microsporum producono ife settate, microconidi e macroconidi.
I microconidi sono unicellulari, solitari, ovali o clavati, lisci, ialini, con parete sottile.
I macroconidi sono ialini, echinulati o verrucosi, con parete spessa, di solito fusiformi, pluricellulari (2-15 cellule), hanno spesso un arricciamento anulare.

## Specie diMicrosporum
Al genere appartengono oggi circa 17 specie agenti di microsporie umane e animali, tra le quali:
- Microsporum audouinii, antropofilico, causa la tigna microsporica di origine umana (specie tipo)
- Microsporum canis, zoofilico, causa la tigna microsporica di origine animale
- Microsporum cooeki, geofilico
- Microsporum felineum, parassita i gatti, i cani e i cavalli e può trasmettersi all'uomo
- Microsporum ferrugineum, antropofilico
- Microsporum furfur, causa la pitiriasi
- Microsporum gallinae, zoofilico, parassita gallinacei
- Microsporum gypseum, geofilico
- Microsporum minutissimum, causa l'eritrasma
- Microsporum nanum, geofilico e zoofilico, parassita i maiali
- Microsporum persicolor, zoofilico, parassita arvicole e topi
- Microsporum vanbreuseghemii, zoofilico, parassita cani, gatti e scoiattoli